# Luchthaven Tsjerski
Luchthaven Tsjerski (Russisch: аэропорт Черский) is een kleine regionale luchthaven op 1 kilometer ten zuiden van de nederzetting Tsjerski in het noordoosten van de Russische autonome deelrepubliek Jakoetië, nabij de monding van de Kolyma in het noordoosten van Siberië. De luchthaven was tot begin 2007 geschikt voor middelgrote vliegtuigen als de An-24 de An-26, maar sindsdien is de luchthaven gesloten voor deze vliegtuigen. Sinds mei 2007 heeft Polar Airlines (Полярных авиалиний) een helikopterdienst opgezet naar luchthaven Srednekolymsk, vanwaar een vliegtuig kan worden genomen naar Jakoetsk.
De luchthaven heeft 2 landingsbanen: voor de zomer een asfaltbaan van 1700 meter voor middelgrote vliegtuigen, die nu alleen nog voor helikopters en kleine vliegtuigen als de Antonov An-2 wordt gebruikt en voor de winter een landingsbaan van ijs van 1800 meter, waar vliegtuigen met een totaalgewicht tot 61 ton kunnen landen; de Antonov An-12 en de Iljoesjin Il-18.